# Gabriel Turville-Petre

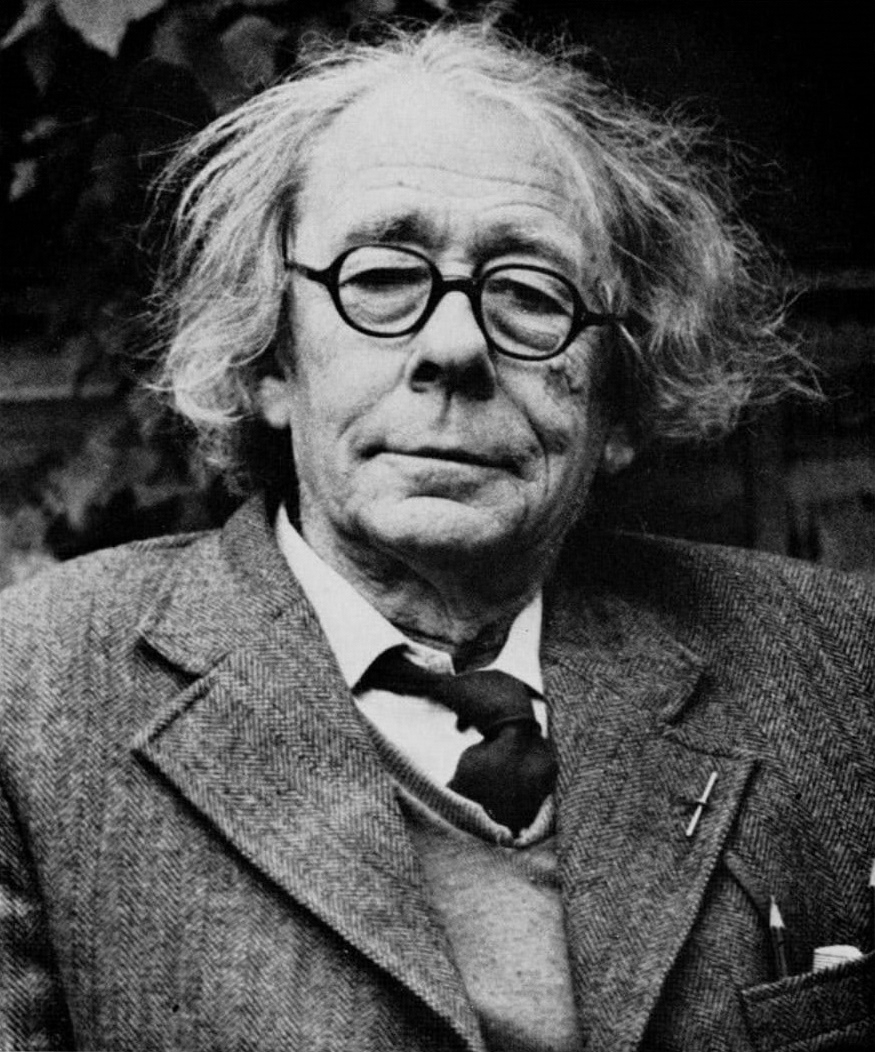

Edward Oswald Gabriel Turville-Petre (* 25. März 1908; † 17. Februar 1978) war ein englischer skandinavistischer Mediävist. 
Er war von 1953 bis 1975 Professor für die ältere skandinavische Sprache und Literatur (Vigfússon Reader in Ancient Icelandic Literature & Antiquities) am Linacre College der Universität Oxford. Turville-Petre galt zu seiner Zeit als einer der international bedeutendsten Nordisten. 1973 wurde er zum Mitglied (Fellow) der British Academy gewählt.
Er war seit 1943 verheiratet mit Joan Turville-Petre (1911–2006), die gleichfalls auf dem Gebiet der skandinavischen und angelsächsischen Literaturwissenschaft tätig war.

## Veröffentlichungen (Auswahl)
- (Hrsg.): Viga-Glúms Saga. London/Oxford 1940. 2. Auflage 1960.
- The Heroic Age of Scandinavia. New York 1951.
- Origins of Icelandic literature. Oxford 1953. 2. Auflage 1975.
- (Hrsg.): Hervarar Saga ok Heiðreks. bearbeitet von Christopher Tolkien, London 1956 [Reprint 1976 mit kleineren Korrekturen und beigefügter Bibliographie; 1997, 2006, 2014].
- Myth and Religion of the North: The Religion of Ancient Scandinavia. London 1964 [Reprint 1975].
- Haraldr the Hard-Ruler and his poets. London 1968.
- Nine Norse Studies. London 1972.
- mit John Stanley Martin (Hrsg.): Iceland and the Mediaeval World. Studies in Honour of Ian Maxwell.   Melbourne 1974.
- Scaldic Poetry. Oxford 1976.

Ferner publizierte er zahlreiche Aufsätze und Rezensionen in einschlägigen englischsprachigen Fachperiodika.